# Rayleigh (cráter)

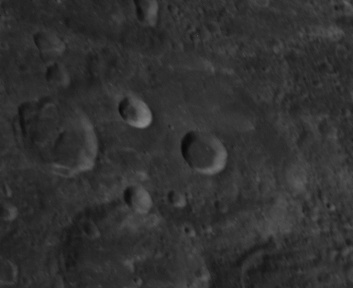
Fotografía de la misión Apolo 14

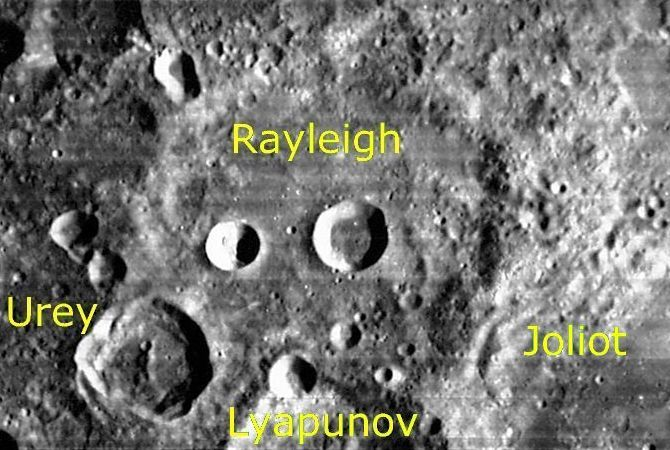
Entorno de Rayleigh. (Foto NASA).

Rayleigh es un cráter de impacto que se encuentra sobre el terminador noreste de la Luna. Desde la Tierra solo es visible lateralmente, por lo que es difícil apreciar mucho detalle. Además, el efecto de la libración puede ocultar por completamente el cráter. Se encuentra justo al norte de Lyapunov, y al noroeste del gran cráter Joliot. Unido a su borde suroeste se halla Urey, mucho más pequeño.
|  |

Se trata de una formación erosionada con un borde que ha sido desgastado y remodelado por impactos sucesivos. Esto es particularmente cierto en el sur, donde el borde ha sido modificado y complementado por formaciones de cráteres adyacentes y varios pequeños cráteres que se encuentran sobre el brocal.
El suelo interior es relativamente plano en algunos lugares, pero, en parte debido a eyecciones solapadas, es algo áspero e irregular en otros, particularmente en la mitad sur. Un par de cráteres pequeños pero prominentes se encuentran en la superficie interior, con Rayleigh D justo al sur del punto medio del cráter y Rayleigh B, más pequeño, situado en la mitad occidental.
Rayleigh fue nombrado en honor de Lord Rayleigh.

## Cráteres satélite
Por convención estos elementos son identificados en los mapas lunares poniendo la letra en el lado del punto medio del cráter que está más cercano a Rayleigh.
|          | \| Rayleigh \| Coordenadas \| Diámetro \| \| -------- \| ---------------------------- \| -------- \| \| B \| 28°54′N 88°24′E / 28.9, 88.4 \| 14 km \| \| C \| 31°24′N 85°42′E / 31.4, 85.7 \| 22 km \| \| D \| 28°54′N 89°42′E / 28.9, 89.7 \| 22 km \| |          |
| Rayleigh | Coordenadas | Diámetro |
| B        | 28°54′N 88°24′E / 28.9, 88.4 | 14 km    |
| C        | 31°24′N 85°42′E / 31.4, 85.7 | 22 km    |
| D        | 28°54′N 89°42′E / 28.9, 89.7 | 22 km    |

Los siguientes cráteres han sido renombrados por la UAI:
- Rayleigh A - Véase Urey.